# Parallelia expediens
Parallelia expediens là một loài bướm đêm trong họ Erebidae.